# Delon Wright
Delon Reginald Wright (ur. 26 kwietnia 1992 w Los Angeles) – amerykański koszykarz, występujący na pozycjach rozgrywającego oraz rzucającego obrońcy, od 2024 zawodnik Miami Heat.
7 lutego 2019 trafił w wyniku wymiany do Memphis Grizzlies. 7 lipca został zawodnikiem Dallas Mavericks.
27 listopada 2020 został wytransferowany do Detroit Pistons. 25 marca 2021 został w wyniku transferu zawodnikiem Sacramento Kings. 7 sierpnia 2021 trafił do Atlanty Hawks. 6 lipca 2022 dołączył do Washington Wizards. 18 lutego 2024 został zawodnikiem Miami Heat.

## Osiągnięcia
Stan na 6 lutego 2024, na podstawie, o ile nie zaznaczono inaczej.
College
- Uczestnik rozgrywek Sweet 16 turnieju NCAA (2015)
- 2-krotny Zawodnik Roku Konferencji Coast NJCAA (2012, 2013)
- Laureat nagrody – Bob Cousy Award (2015)[9]
- Zaliczony do:
  - I składu:
    - All-Pac-12 (2014, 2015)
    - defensywnego Pac-12 (2014, 2015)
    - turnieju Pac-12 (2015)
    - All-State

  - II składu All-American (2015)